# I. liga 1970-1971
L'edizione 1970/71 del campionato cecoslovacco di calcio vide la vittoria finale dello Spartak TAZ Trnava.
Capocannonieri del torneo furono Zdeněk Nehoda del Gottwaldov e Jozef Adamec dello Spartak TAZ Trnava con 16 reti.

## Classifica finale
|    | Classifica                        | G  | V  | N  | P  | GF | GS | DR  | Pti |
| -- | --------------------------------- | -- | -- | -- | -- | -- | -- | --- | --- |
| 1  | Spartak TAZ Trnava                | 30 | 17 | 6  | 7  | 52 | 27 | +25 | 40  |
| 2  | VSS Košice                        | 30 | 16 | 4  | 10 | 46 | 30 | +16 | 36  |
| 3  | Sklo Union Teplice                | 30 | 14 | 7  | 9  | 38 | 26 | +12 | 35  |
| 4  | Sparta ČKD Praga                  | 30 | 14 | 7  | 9  | 38 | 32 | +6  | 35  |
| 5  | Baník Ostrava OKD                 | 30 | 11 | 12 | 7  | 39 | 32 | +7  | 34  |
| 6  | Slovan CHZJD Bratislava           | 30 | 11 | 10 | 9  | 34 | 28 | +6  | 32  |
| 7  | Internacionál Slovnaft Bratislava | 30 | 11 | 8  | 11 | 35 | 34 | +1  | 30  |
| 8  | Tatran Prešov                     | 30 | 11 | 8  | 11 | 28 | 32 | -4  | 30  |
| 9  | ZVL Žilina                        | 30 | 9  | 11 | 10 | 39 | 40 | -1  | 29  |
| 10 | Fotbal Třinec                     | 30 | 12 | 5  | 13 | 32 | 36 | -4  | 29  |
| 11 | Jednota Trenčín                   | 30 | 12 | 5  | 13 | 38 | 44 | -6  | 29  |
| 12 | Slavia Praga                      | 30 | 11 | 7  | 12 | 27 | 33 | -6  | 29  |
| 13 | Dukla Praga                       | 30 | 10 | 8  | 12 | 42 | 41 | +1  | 28  |
| 14 | Lokomotíva Košice                 | 30 | 9  | 8  | 13 | 27 | 30 | -3  | 26  |
| 15 | Škoda Plzeň                       | 30 | 8  | 6  | 16 | 30 | 54 | -24 | 22  |
| 16 | Gottwaldov                        | 30 | 5  | 6  | 19 | 30 | 56 | -26 | 16  |

## Verdetti
- Spartak Trnava Campione di Cecoslovacchia 1970/71.
- Spartak Trnava ammessa alla Coppa dei Campioni 1971-1972.
- VSS Kosice e Sklo Union Teplice ammesse alla Coppa UEFA 1971-1972.
- Skoda Plzen e TJ Gottwaldov retrocesse.